# Florence Chepkurui
Florence Chepkurui (6 november 1983) is een Keniaanse langeafstandsloopster.
In 2005 won Chepkurui de halve marathon van Best in 1:15.10 en werd ze achtste in de wedstrijd Groet uit Schoorl met een tijd van 35.52.
In 2006 won ze de 10 km van Aalten in 33.41 en liep ze een parcoursrecord op de halve marathon van Altötting van 1:13.20.
In 2007 haalde ze bij haar marathondebuut een tiende plaats in de marathon van Rotterdam in 2:47.18. Eerder dat jaar werd ze tiende op de halve marathon van Lissabon in 1:14.29.

## Persoonlijk record
| afstand        | tijd    | datum            | plaats    |
| -------------- | ------- | ---------------- | --------- |
| 800 m          | 2.16,07 | 16 juli 1999     | Bydgoszcz |
| 10 km          | 33.41   | 19 augustus 2006 | Aalten    |
| Halve marathon | 1:15.10 | 23 januari 2005  | Best      |
| Marathon       | 2:35.09 | 26 oktober 2008  | Venetië   |

## Palmares

### Halve marathon
- 2005:  Halve marathon van Best - 1:15.10
- 2007: 9e Halve marathon van Lissabon - 1:14.29

### Marathon
- 2007: 10e Marathon van Rotterdam - 2:47.18